# Contea di Jász-Nagykun-Szolnok
Jász-Nagykun-Szolnok (Jaß-Großkumanien-Sollnock in tedesco) è una contea dell'Ungheria centrale. Confina con le altre contee di Pest, Heves, Borsod-Abaúj-Zemplén, Hajdú-Bihar, Békés, Csongrád e Bács-Kiskun; suo capoluogo è Szolnok.

## Struttura della contea
La maggioranza della popolazione vive nelle 18 città della contea.
 Città di rilevanza comitale 
- Szolnok (capoluogo)

 Città 

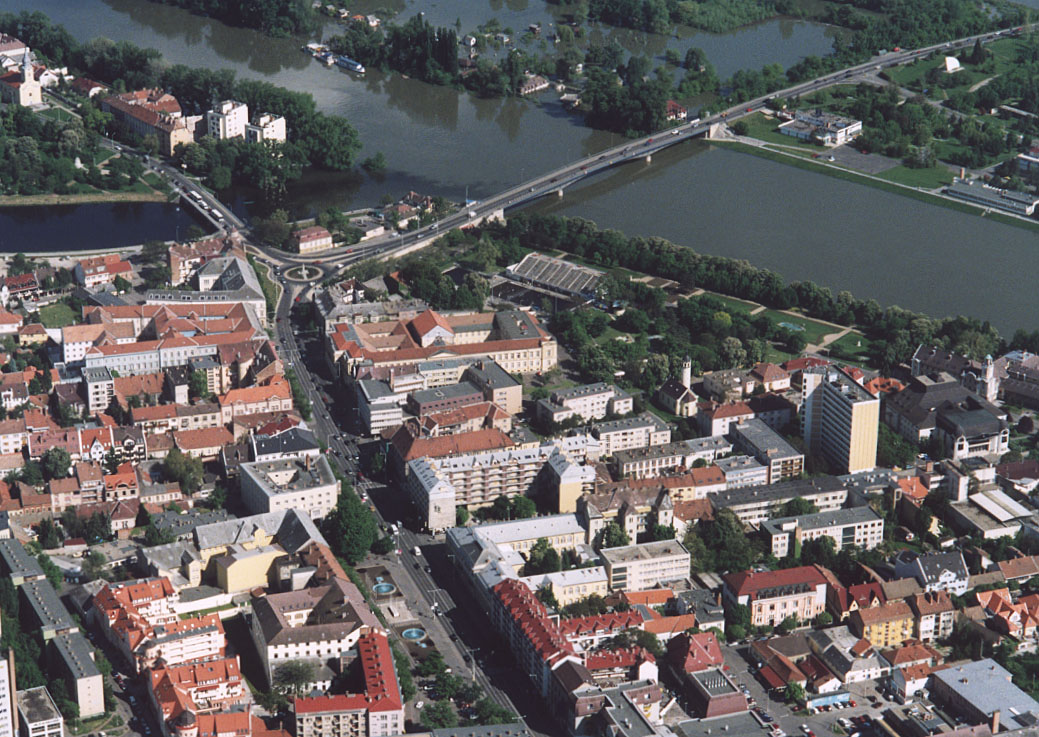
Foto aerea di Szolnok

(in ordine di abitanti, secondo censimento del 2001)

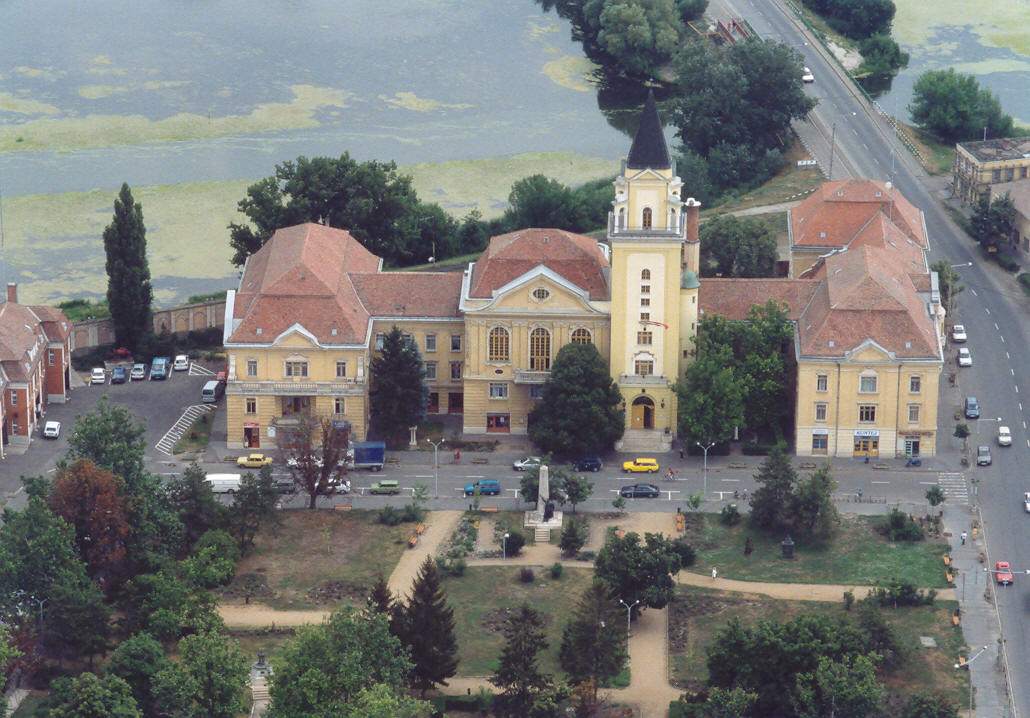
Foto aerea di Mezőtúr - municipio

- Abádszalók (4677)
- Jászapáti (9967)
- Jászárokszállás (8240)
- Jászberény (28,293)
- Jászfényszaru (5841)
- Karcag (22,738)
- Kenderes (5329)
- Kisújszállás (12,869)
- Kunhegyes (8601)
- Kunszentmárton (9764)
- Martfű (7366)
- Mezőtúr (19,483)
- Tiszaföldvár (12,068)
- Tiszafüred (13,953)
- Törökszentmiklós (23,145)
- Túrkeve (10,181)
- Újszász (6968)

 Altri comuni 
- Alattyán
- Berekfürdő
- Besenyszög
- Cibakháza
- Csataszög
- Csépa
- Cserkeszőlő
- Fegyvernek
- Hunyadfalva
- Jánoshida
- Jászágó
- Jászalsószentgyörgy
- Jászboldogháza
- Jászdózsa
- Jászfelsőszentgyörgy
- Jászivány
- Jászjákóhalma
- Jászkisér
- Jászladány
- Jászszentandrás
- Jásztelek
- Kengyel
- Kétpó
- Kőtelek
- Kuncsorba
- Kunmadaras
- Mesterszállás
- Mezőhék
- Nagyiván
- Nagykörű
- Nagyrév
- Pusztamonostor
- Rákóczifalva
- Rákócziújfalu
- Szajol
- Szelevény
- Tiszabő
- Tiszabura
- Tiszaderzs
- Tiszagyenda
- Tiszaigar
- Tiszainoka
- Tiszajenő
- Tiszakürt
- Tiszaörs
- Tiszapüspöki
- Tiszaroff
- Tiszasas
- Tiszaszentimre
- Tiszaszőlős
- Tiszatenyő
- Tiszavárkony
- Tomajmonostora
- Tószeg
- Vezseny
- Zagyvarékas